# Challenger Casablanca San Ángel 2007
Il Challenger Casablanca San Ángel 2007 è stato un torneo di tennis facente parte della categoria ATP Challenger Series nell'ambito dell'ATP Challenger Series 2007. Il torneo si è giocato a Città del Messico in Messico dal 26 marzo al 1º aprile 2007 su campi in terra rossa e aveva un montepremi di $35 000.

## Vincitori

### Singolare
Ramón Delgado ha battuto in finale  Adrián García con il punteggio di 6–3, 6–3

### Doppio
Marcelo Melo /  Horacio Zeballos hanno battuto in finale  Ramón Delgado /  André Sá con il punteggio di 6–4, 6–2